# Реюльф Стен
Реюльф Стен (норв. Reiulf Steen; 16 серпня 1933 — 5 червня 2014) — норвезький політик з Норвезької робітничої партії, активним членом якої він був з 1958 по 1990 рік, перебуваючи на посадах заступника голови партії з 1965 по 1975 рік і голови партії з 1975 по 1981 рік. Також був послом Норвегії в Чилі у 1992—1996 роках.

## Біографія
Народився в Хурумі в Бускеруді, Норвегія. Його батьками були Нільс Стен (1889—1941) і Астрід Карлсен (1899—1986). Батько, який помер, коли Реюльфу було 7 років, був президентом Норвезької профспілки працівників хімічної промисловості та заступником мера муніципалітету.
Стен був обраний лідером регіональної філії Робітничої партії у віці 14 років. Він працював на фабриці та журналістом у газеті Fremtiden у Драммені, перш ніж розпочати політичну діяльність в 1958 році. Він швидко піднявся в лавах своєї партії, очолюючи молодіжну секцію Робітничої партії з 1961 по 1964 рік.
Пізніше він обіймав посаду міністра транспорту з 1971 по 1972 рік і міністра комерції з 1979 по 1981 рік. З 1977 по 1993 рік він був членом парламенту, представляючи виборчі округи Осло та Акерсхус. Він був віцепрезидентом Соціалістичного інтернаціоналу з 1978 по 1983 рік і очолював його комітет з Чилі з 1975 по 1990 рік. Він підтримував давній інтерес до Латинської Америки і був призначений послом Норвегії в Чилі в 1992 році, термін перебування на посаді тривав до 1996 року.
Писав колонки для кількох провідних газет країни, присвячених як національним, так і міжнародним питанням. Він також був активним членом ATTAC і очолював норвезьке відділення Європейського руху (1999—2001), Norsk Folkehjelp (1999—2003) і норвезьке відділення Гельсінського комітету з прав людини (1986—1992). У наступні роки його мемуари та особисті спогади стосувалися його власних психіатричних проблем і труднощів у Лейбористській партії.

## Особисте життя
Реюльф Стен був двічі одружений. У 1960 році одружився з Ліс Фрідгольм (1936—1985). Згодом їхній шлюб було розірвано. У 1980 році він одружився з Інес Варгас.
Помер 5 червня 2014 року. У нього залишилася дружина, четверо дітей від першого шлюбу та зведена сім'я. Через свою падчерку він був тестем лейбористського політика Раймонда Йогансена, який був мером Осло.